# 섬밭쥐
섬밭쥐 또는 세인트매튜섬밭쥐(Microtus abbreviatus)는 밭쥐속에 속하는 설치류의 일종이다. 미국 알래스카주 세인트매튜섬과 인근 홀섬에서만 발견된다. 베링해 제도의 섬밭쥐는 산악 지대 저지대 경사면과 호밀 풀로 덮인 해안의 습윤 저지대 지역에서 서식한다. 주행성 동물로 먹이는 식물이다. 섬밭쥐의 포식자는 조류와 북극여우(섬밭쥐를 제외한 섬의 유일한 포유류)이다.